# Reliance (Yacht)

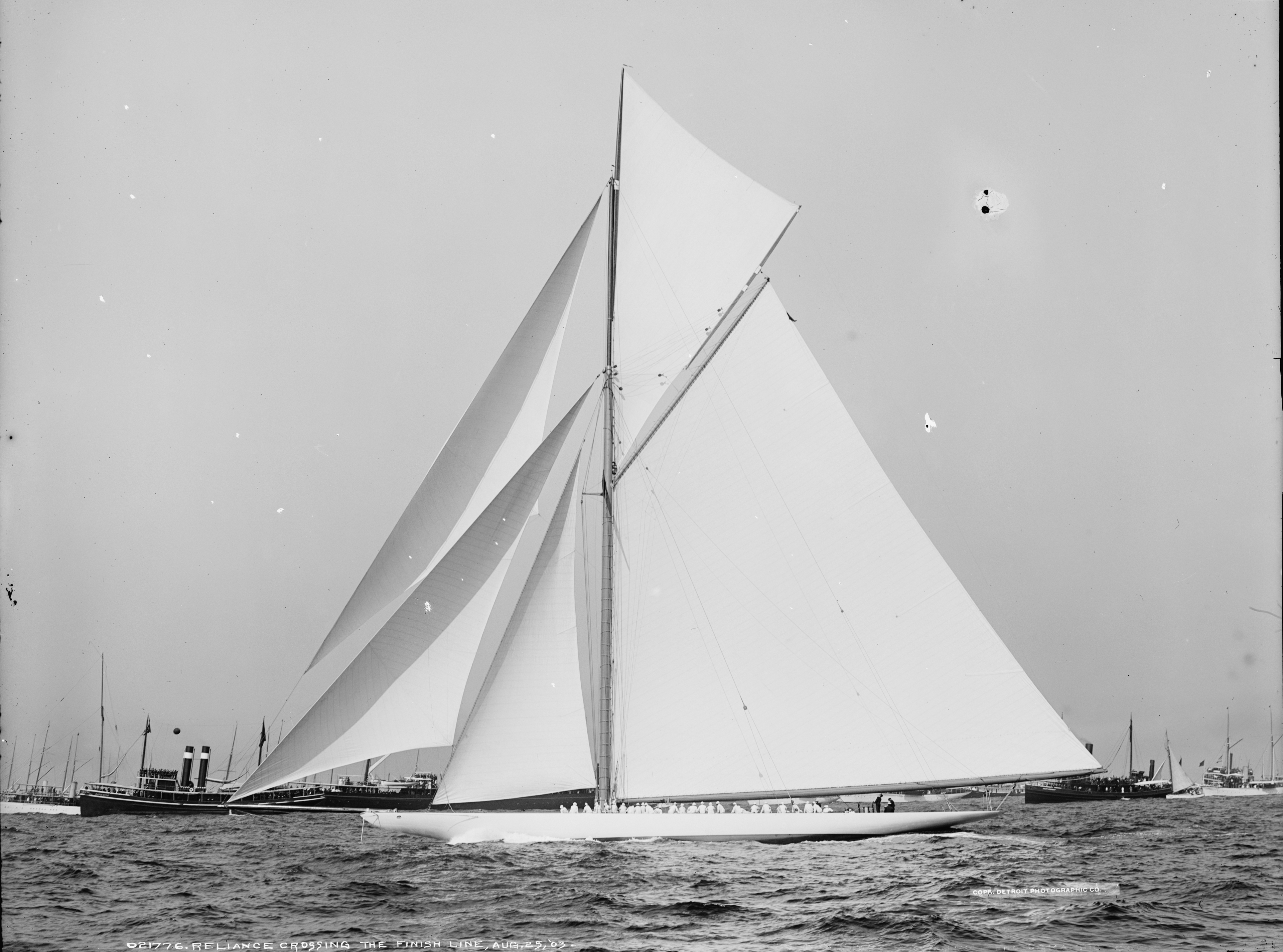
Die Rennyacht Reliance

Die Reliance war mit 61 Metern Länge (200 Fuß) vom Bugspriet bis zur Baumnock die größte Segelyacht in der Geschichte des America’s Cup und ihrer Zeit.
Gebaut wurde sie in drei Monaten im Jahr 1903 auf der Bristoler Werft von Nathanael Herreshoff als Baunummer 605. Reliance entstand als Verteidiger-Yacht (defender) unter größter Geheimhaltung, denn sie hatte für die damalige Zeit revolutionäre Details wie Winschen unter Deck, zwei Steuerräder und ein hohles Ruderblatt. Dieses konnte wahlweise mit Wasser oder Luft gefüllt werden, um den Trimm zu verändern. Der Schiffsrumpf war bis auf eine spartanische Eignerkabine und zwei Toiletten nicht ausgebaut und glich innen einer Tunnelröhre aus Bronze, die von stählernen Rahmen und Längsspanten versteift wurde.
Der flache, weit überhängende Bug trug im Seegang durch das harte Segeln Blessuren davon. Durch die hohe Geschwindigkeit der Yacht hämmerte der Bug in den Wellen und trug Dellen davon, die nach Ende der Wettfahrten von innen wieder herausgeklopft werden mussten.

## Technische Daten
| Reliance (1903)              |                                                             |
| Länge über alles             | 43,81 Meter (143,8 Fuß)                                     |
| Länge der Wasserlinie        | 27,35 Meter (90,0 Fuß)                                      |
| Länge Bugspriet bis Baumnock | 61,00 Meter (200,0 Fuß)                                     |
| Breite                       | 7,86 Meter                                                  |
| Tiefgang                     | 6,01 Meter                                                  |
| Segelfläche am Wind          | 1500 Quadratmeter (Fünffache Größe einer heutigen AC-Yacht) |
| Höhe Toppmast                | 57,75 Meter                                                 |
| Länge Großbaum               | 34,90 Meter                                                 |
| Verdrängung                  | 166 Tonnen                                                  |
| Crewgröße                    | 60–70 Mann                                                  |
| Preis (1903)                 | 174.000 US-Dollar                                           |

## Erfolge
- 1903 Verteidigung des America’s Cup gegen Sir Thomas Liptons Shamrock III mit 3:0

Nach den Rennen fiel die Siegeryacht durch elektrolytische Korrosion auseinander und wurde ein Jahr später abgewrackt.